# Nestlé-Hauptverwaltung

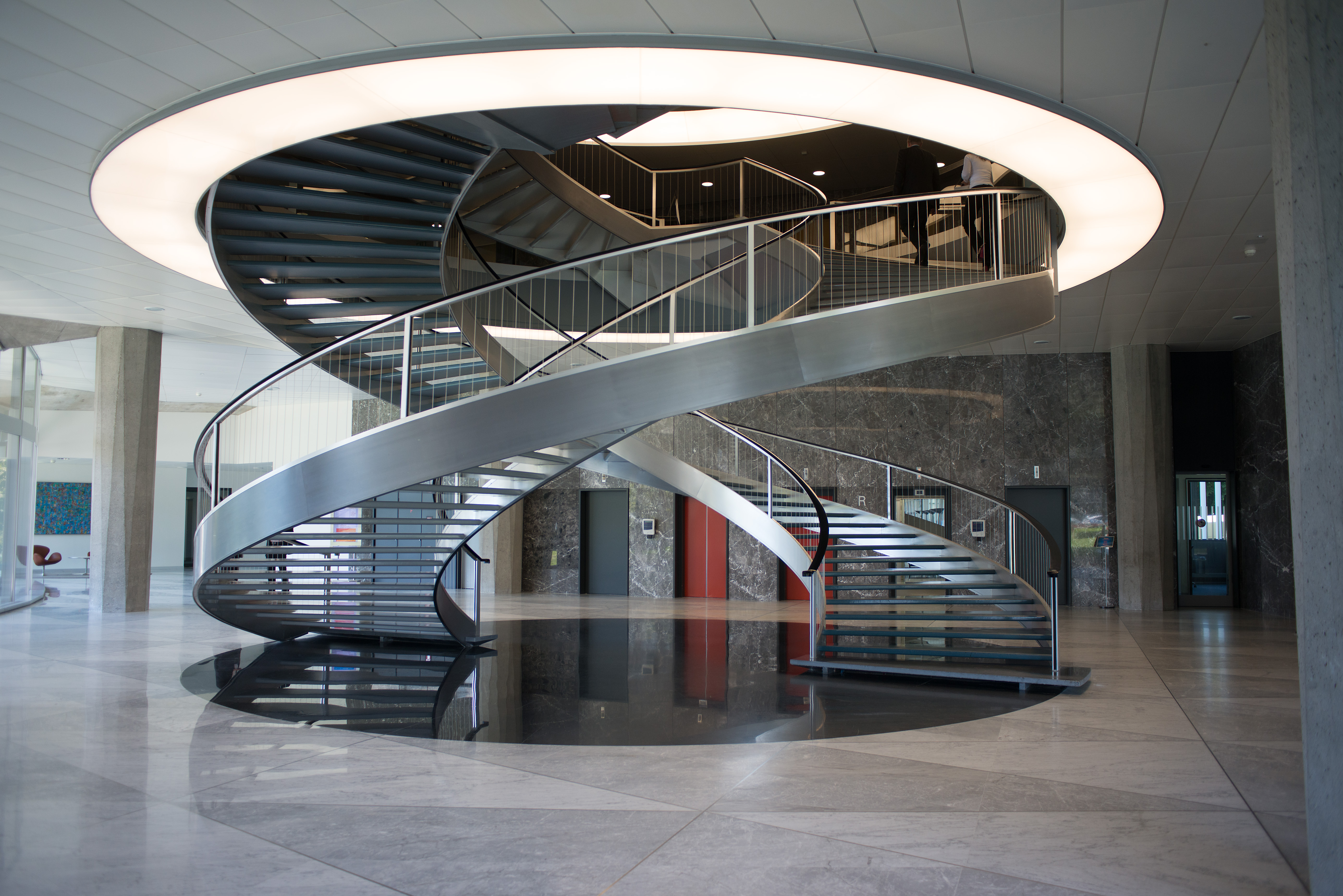
Treppen im Nestlé Hauptverwaltungsgebäude

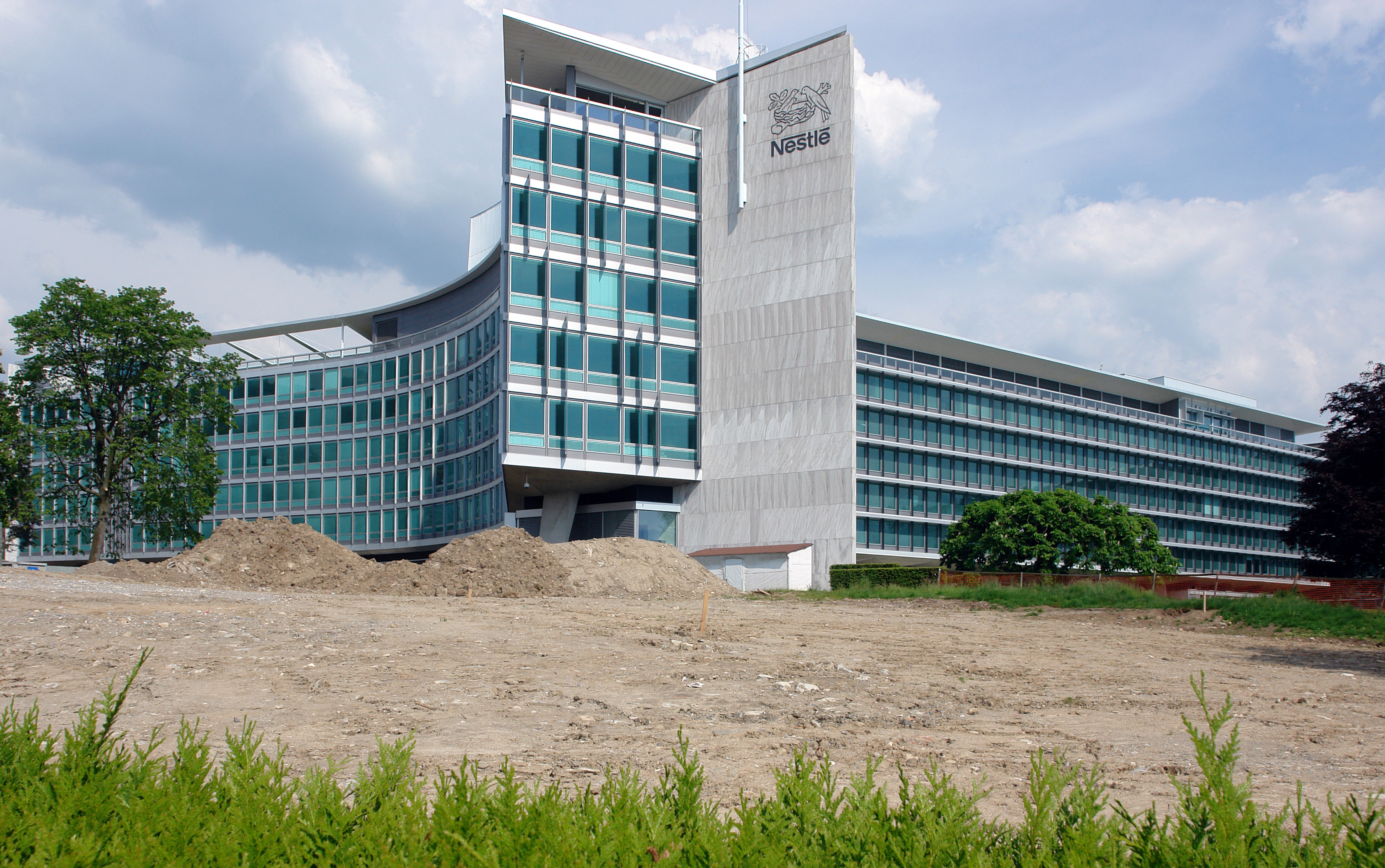
Stirnseite eines der Y-Trakte

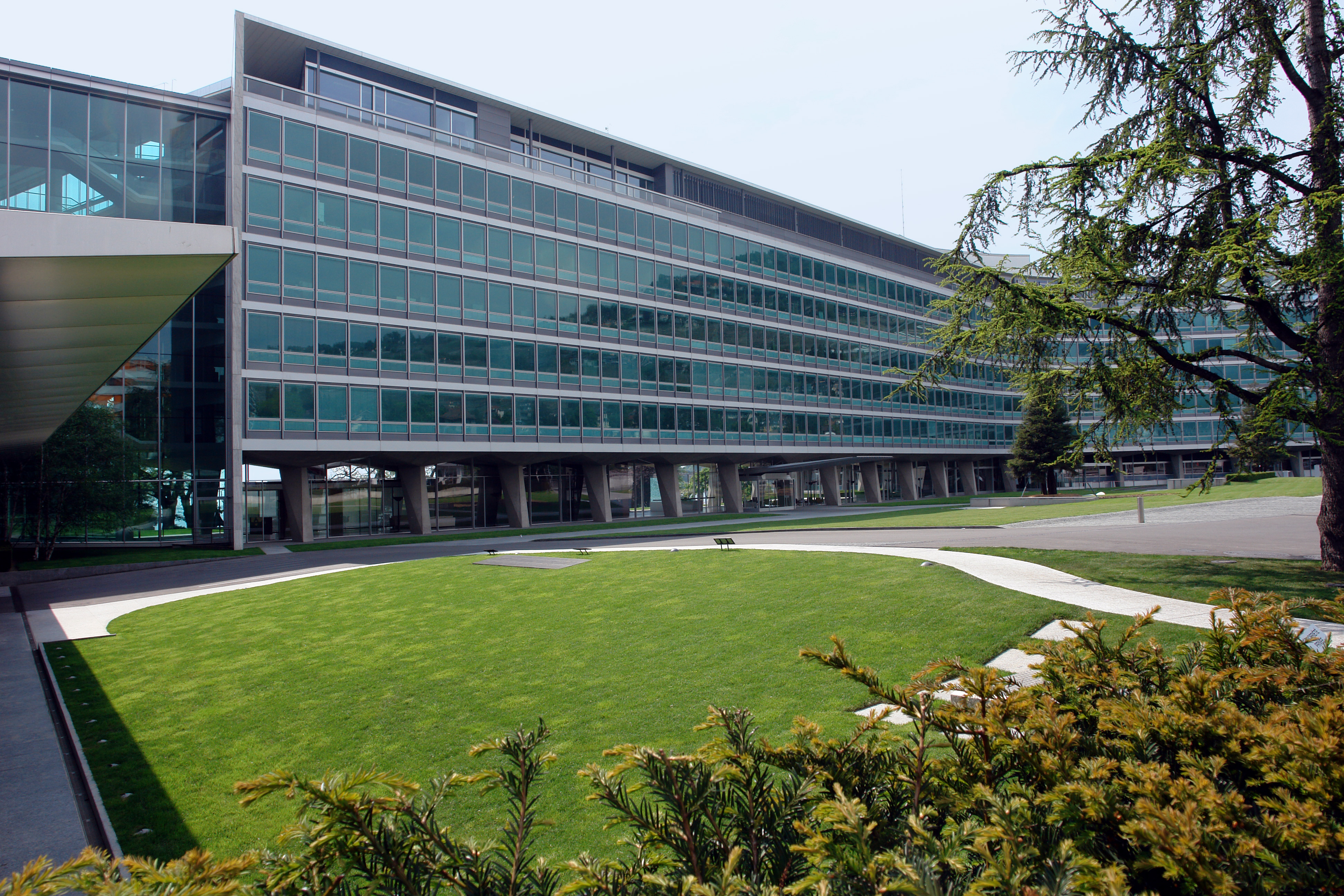
Hauptseite mit Direktions- und Angestellteneingang, Blick durch das Foyer, darüber die Zeichenbüros

Der Hauptverwaltungssitz der Firma Nestlé in Vevey wurde von Jean Tschumi entworfen und von 1959 bis 1960 erbaut.

## Baubeschreibung
Der eigentliche fünfgeschossige Baukörper, der die Büros der Verwaltung und des Entwurfs beherbergt, ist vom Erdboden abgehoben, getragen von kräftigen, plastisch durchgeformten Pilotis. Anders als etwa bei Le Corbusier entsteht dadurch kein Freiraum unter dem Gebäude, sondern Tschumi nutzt den entstehenden Raum, um eine grosszügige und lichtdurchflutete Lobby zu schaffen. Im obersten Geschoss sind, zurückgesetzt und damit Terrassen bildend, die Kantinen, Repräsentationsräume der Direktion, Bibliothek und Vortragssaal sowie ein Dachgarten untergebracht.
Für das grosse Bauvolumen plante Tschumi die Grundrissform eines Y, wobei die Fassaden – und damit die dahinter liegenden Büros – in den inneren Ecken der drei Flügel jeweils ausgerundet werden. Dadurch entsteht im Treffpunkt der Arme eine Aufweitung der Flurzone, in deren Zentrum ein spektakuläres, doppelt gewendeltes Treppenhaus spiralförmig aufwärts führt. Die Kommunikationswege werden so minimiert. Die Stirnseiten der Flügeltrakte werden, indem sie als winklige Elemente in den Raum greifen, zu weiteren Bildflächen der Unternehmensdarstellung – ein Effekt, der auf den Originalskizzen Tschumis besser zu sehen ist als auf den neu renovierten Fassaden des heutigen Zustands.

## Planungs- und Baugeschichte
Die Diskussion um das unrentabel gewordene Grand Hôtel am westlichen Rand von Vevey fand 1956 mit dem Kauf des Geländes durch den Nahrungsmittelkonzern ein Ende. Nachdem zunächst auch die Umnutzung in Betracht gezogen worden war, wurde dann doch Tschumi mit einem Neubau für die 900 bis 1000 Angestellten beauftragt. Der gleichzeitig mit der Planung durch den Gemeinderat entwickelte Quartiersplan erlaubte entsprechend der Traufhöhe des alten Hotels eine Gebäudehöhe von 27,50 Metern, was von vornherein eine horizontale Ausrichtung erzwang, um das komplexe Bauprogramm unterzubringen.
Für das Bauvorhaben mussten in bedeutendem Masse industrielle Bauverfahren erst entwickelt werden, da – anders etwa als bei der ebenfalls von Tschumi geplanten Assurance Mutuelle Vaudoise – die Fassade handwerklich gar nicht mehr erstellt werden konnte. So wurden etwa 1000 Fensterelemente angeliefert und an die geschwungenen Fassaden angepasst. Immerhin war die Nestlé-Hauptverwaltung bei Fertigstellung das grösste Bürogebäude der Romandie.
Eine Erweiterung des Gebäudes durch Burckhardt & Partner erfolgte in den 1970er Jahren, 2008 wurde, gleichzeitig mit einer umfassenden Fassadensanierung des Hauptgebäudes, ein weiteres, kreisförmiges Gebäude von den Architekten Richter und Dahl Rocha, das WellNes Centre, auf dem Gelände fertiggestellt.